# Industriebahn Gutenbrunn–Martinsberg
| Streckenlänge: | 5 km                    |                        |                 |
| Spurweite: | 760 mm (Bosnische Spur) |                        |                 |
| |                         |                        |                 |
| \| \| \| von Schwarzenau \| \| \| \| 0 \| Martinsberg-Gutenbrunn \| 825 m \| \| \| 5 \| Gutenbrunn \| Gutenbrunn \| \| \| \| zur Waldbahn \| \| |                         |                        |                 |
| Strecke (außer Betrieb) |                         | von Schwarzenau        | von Schwarzenau |
| Betriebs-/Güterbahnhof Streckenanfang (Strecke außer Betrieb) · Kopfbahnhof Streckenende (Strecke außer Betrieb)                                | 0                       | Martinsberg-Gutenbrunn | 825 m           |
| Dienststation / Betriebs- oder Güterbahnhof (Strecke außer Betrieb)                                                                             | 5                       | Gutenbrunn             | Gutenbrunn      |
| Strecke (außer Betrieb) |                         | zur Waldbahn           | zur Waldbahn    |

Die Industriebahn Gutenbrunn–Martinsberg war eine zwischen 1922 und 1933 bestehende, dem Holztransport dienende Schmalspurbahn in Bosnischer Spurweite im niederösterreichischen Waldviertel. Sie verband die von Gutenbrunn ausgehende Waldbahn im Weinsberger Wald bzw. das dort befindliche Sägewerk mit dem Bahnhof in Martinsberg der Zwettler Lokalbahn.

## Geschichte
Der Weinsberger Wald ist das größte geschlossene Waldgebiet Österreichs. Bereits vor 1700 beginnt die Nutzung dieses Forstes, im 19. Jahrhundert erfolgte der Bau mehrerer Triftanlagen und das Holz wurde über die Ysper bis zur Donau geschwemmt. 1877 errichtet die Firma Munk & Söhne eine Dampfsäge in Gutenbrunn, deren Erzeugnisse ab 1906 auf der Straße zum Bahnhof Martinsberg transportiert wurden.
1919 schlossen die Körner Werke AG, Vereinigte Holz-, Bau- und Industrie AG des jüdischen Holzindustriellen Oskar (von) Körner (1879–1928) und die Habsburg-Lothringische Forstverwaltung in Persenbeug (Gutsherrin Erzherzogin Marie Valerie) einen Nutzungsvertrag mit einer Laufzeit von 20 Jahren. Dieser bedingte eine Abholzung von jährlich rund 90.000 Festmetern. Ein für damalige Verhältnisse großes Unternehmen wurde in Gutenbrunn angesiedelt, in dem zeitweise bis zu 500 Personen arbeiteten. Von dort aus wurde sehr bald mit dem Bau einer Waldbahn mit Spurweite 600 mm in den Weinsberger Wald begonnen. Schon kurz nach dem Bau der (provisorischen) Waldbahn zeigte sich, dass eine leistungsfähige Verbindung zum gut fünf Kilometer entfernten Bahnhof in Martinsberg notwendig ist. Der bereits beim Bau der Waldbahn tätige Ingenieur Koller erhielt den Zuschlag zum Bau der Industriebahn, die Baubewilligung wurde am 30. Oktober 1920 erteilt.
Gebaut wurde die Industriebahn schließlich zwischen 15. April und 15. Oktober 1922. Die Trasse, die um die Ortschaften Martinsberg und Gutenbrunn herumführte, entstand nach Normalien österreichischer Schmalspurbahnen und war für einen langjährigen Betrieb ausgelegt. Als Oberbau kamen Vignolschienen mit einem Metergewicht von 10 kg auf Holzschwellen zum Einsatz. In Gutenbrunn entstand ein vierständiges Heizhaus mit Werkstätte und Schmiede sowie eine Wagenremise. Ein 1,2 km langes Verbindungsgleis verband die Industriebahn mit der nun ebenfalls in Spurweite 760 mm umgebauten Waldbahn.
Zum Einsatz kamen insgesamt sechs zwei-, drei- und vierachsige Feldbahn-Dampflokomotiven der Hersteller Orenstein & Koppel, Henschel sowie der Lokomotivfabrik Kolomna, die auch auf der Waldbahn eingesetzt wurden. Laut den Aufzeichnungen von Manfred Hohn sollen sich die russischen Lokomotiven jedoch wenig bewährt haben. Neben Schnittholz aus dem Sägewerk wurde auch Scheiterholz und ganze Holzstämme für Stromleitungs- und Telegrafenmasten u. Ä. direkt aus dem Wald transportiert. Wurde zu Anfangs händisch umgeladen, erleichterte ab 1927 ein hölzerner, elektrisch angetriebener Ladekran die Umladung des Holzes im Bahnhof Martinsberg-Gutenbrunn.
Der Aufwärtstrend endete im Zuge der Weltwirtschaftskrise im Jahr 1929, in diesem Jahr beging der Firmeninhaber Oskar Körner Selbstmord und der Betrieb ging in Folge auf die Niederösterreichische Holzindustrie AG über. Die geschlagenen Holzmengen nahmen immer mehr ab, so dass schließlich am 23. Februar 1932 der Betrieb des Sägewerkes eingestellt wurde. Damit endete auch der Betrieb der Industriebahn, die 1935 abgebaut wurde. Teile der Trasse sind heute noch als Feld- und Gehwege erhalten bzw. in der Landschaft erkennbar, auch mehrere kleine Brücken mit gemauerten Widerlagern sind noch zu sehen.